# Berlins tullmur

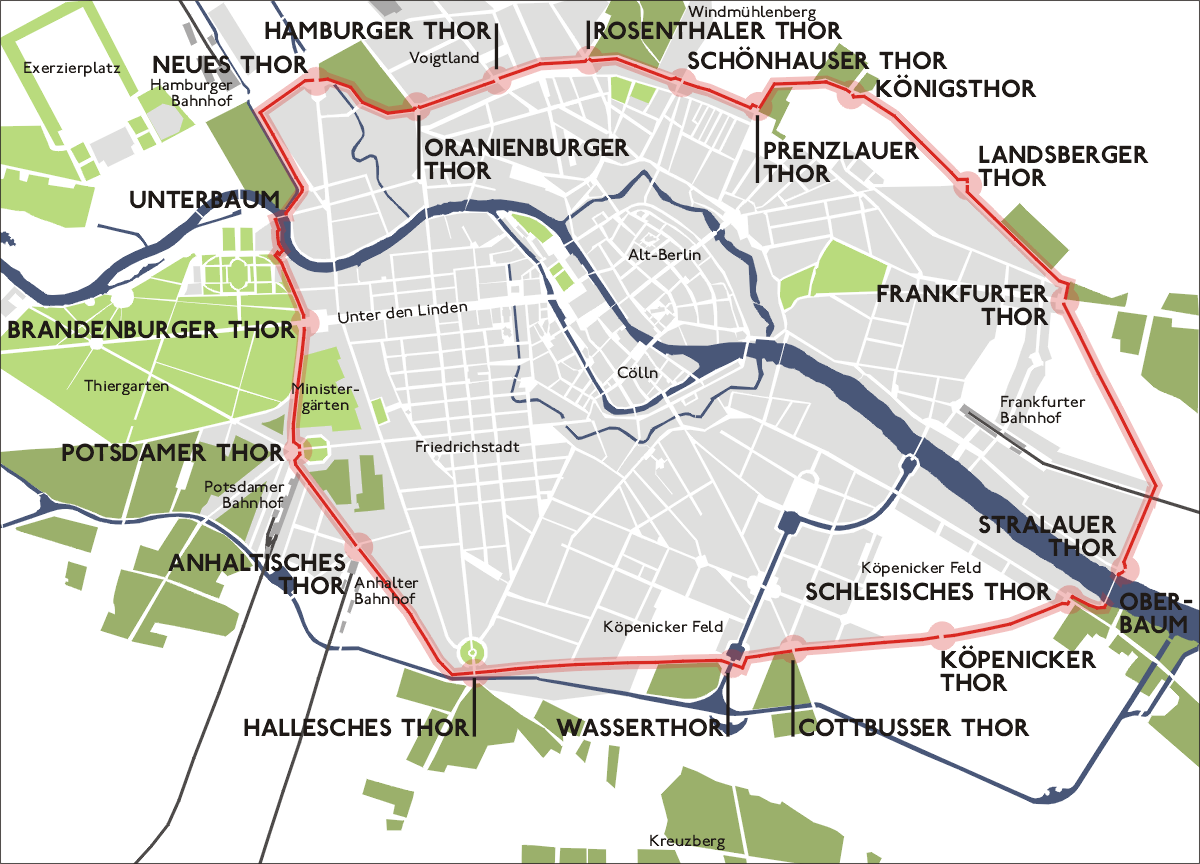
Berliner Akzisemauer omkring 1855

Berlins tullmur, tyska: Berliner Zoll- und Akzisemauer, var från 1700-talet och fram till mitten av 1800-talet Berlins stadsmur.

## Bakgrund
Den hade två äldre föregångare, Berlins medeltida ringmur från 1200-talet och den fästningsvall som ersatte ringmuren i mitten av 1600-talet. Till skillnad från föregångarna hade den ingen militär betydelse utan var huvudsakligen till för att övervaka handeln. Muren skulle förhindra varusmuggling och desertering från garnisonen i Berlin. Accisen togs ut via de arton portar som fanns längs med muren. Till de kända tullportarna (tyska Tore) från denna tid som gett namn åt platser i dagens Berlin hör Brandenburger Tor och Potsdamer Tor i väster, Hallesches Tor och Kottbusser Tor i söder, Schlesisches Tor och Frankfurter Tor i öster samt Schönhauser Tor och Oranienburger Tor i norr.

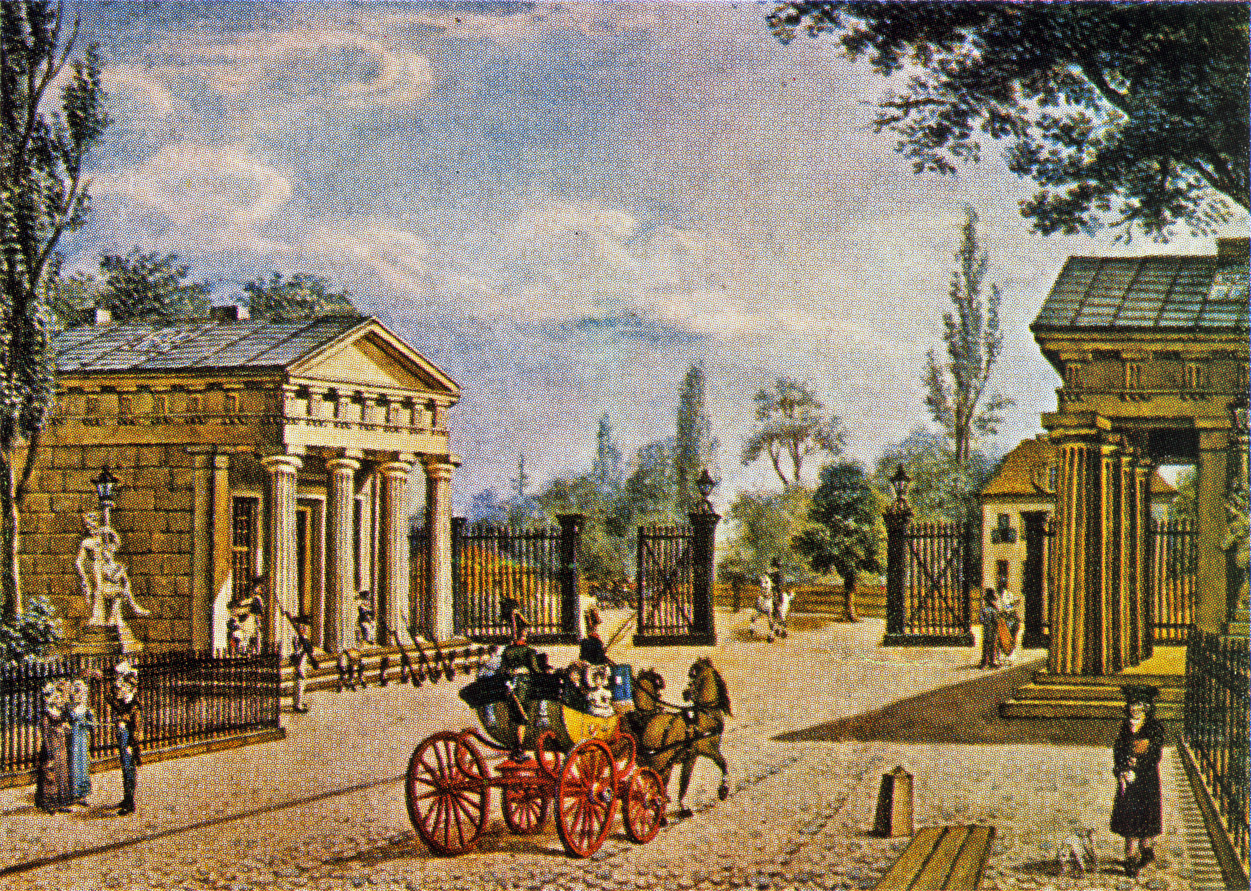
Potsdamer Tor vid nuvarande Potsdamer Platz, omkring 1820.

Muren och flera av stadsportarna byggdes till i slutet av 1700-talet och blev arkitektoniskt utsmyckade i nyklassicistisk stil. När tullmuren blev föråldrad i mitten av 1800-talet och revs kom även de flesta stadsportarna att rivas för att underlätta trafikflödet på de stora utfartsvägarna. Idag återstår endast den mest kända och monumentala av de arton stadsportarna, Brandenburger Tor.